# Midye dolma

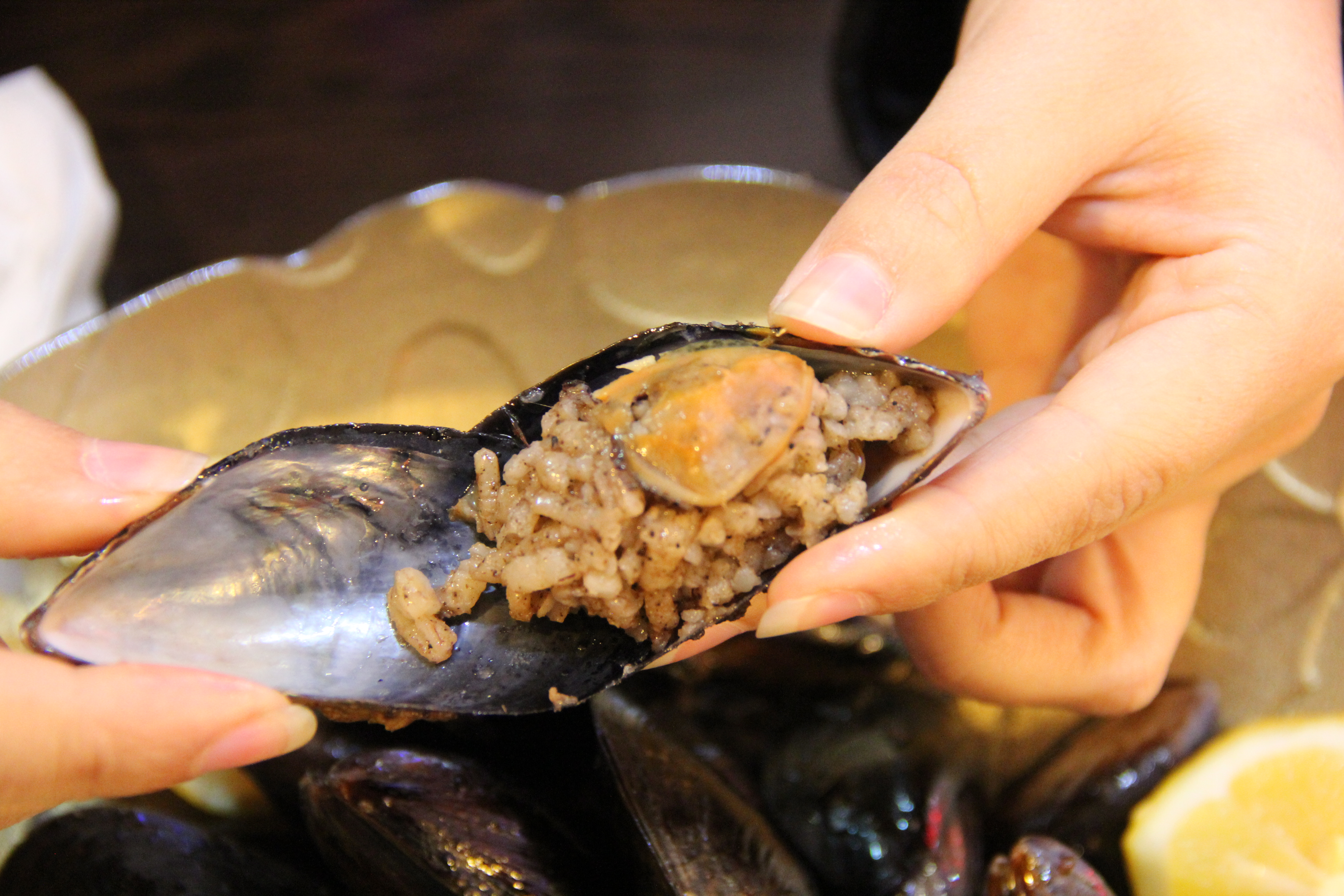
Midye dolma.

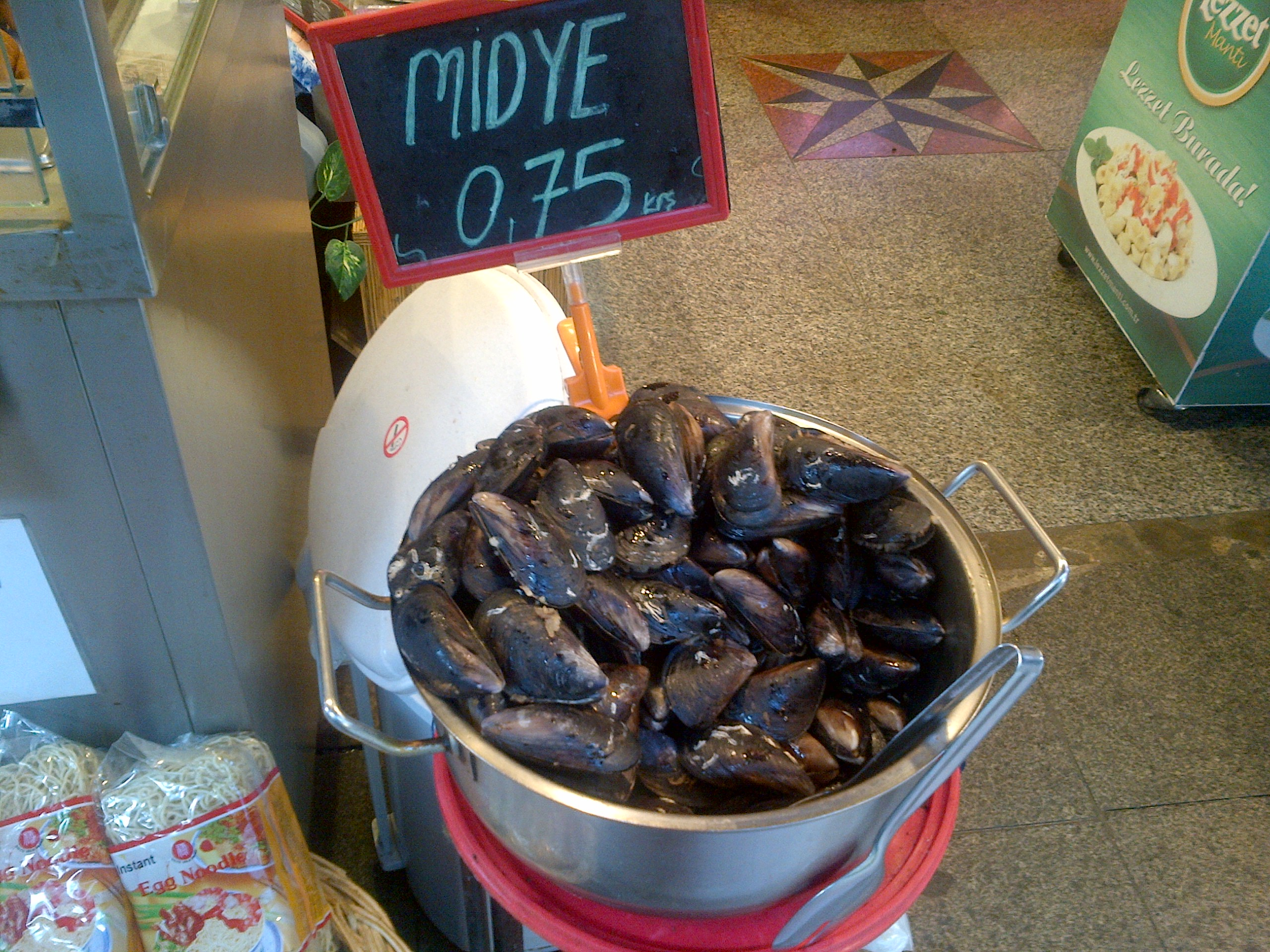
Midye dolma, recién hechas, para consumir en seguida o para llevar a casa, en el mercado histórico de Kadıköy, İstanbul.

Midye dolma o Midye dolması (en idioma turco, corresponden a "mejillones rellenos" en castellano) es un plato de la cocina turca.
Midye dolma se trata de mejillones rellenos con "iç pilavı" un tipo de pilav hecho con arroz, pasas de casis, piñones y varias especias.
Junto con otros platos de cholgas y mejillones en la cocina turca, se categoriza entre los platos de entrantes o meze. Aparte de ser un variante de dolma, también se le considera una comida callejera.

## En la cultura popular
Los vendedores de midye dolma de Estambul, interesantemente, vienen de Mardin, una provincia sin mar.